# Buzz Effect
《Buzz Effect》는 버즈의 정규 2집 앨범이다. 1집 《Morning of Buzz》로 대중의 주목을 받고 라이징스타가 된 뒤 소포모어 징크스에 빠질 것이라는 우려가 있었지만 음원차트를 석권하고 앨범 판매량 25만장 이상을 기록했고 버즈 멤버들의 앨범 참여가 증가하여서 《Morning of Buzz》에는 단 한 곡이던 자작곡이 3곡으로 늘었다.

## 곡 목록
| #   | 제목                     | 작사   | 작곡      | 편곡           | 재생 시간 |
| --- | ------------------------ | ------ | --------- | -------------- | --------- |
| 1.  | 〈겁쟁이〉               | 최갑원 | 고석영    | 고석영         | 4:44      |
| 2.  | 〈벌〉                   | 이재경 | J. K. Lee | 고석영         | 4:13      |
| 3.  | 〈1st〉                  | 이재경 | 박덕정    | 고석영         | 4:09      |
| 4.  | 〈거짓말〉               | 김진아 | 이상준    | 차길완, 박경훈 | 4:03      |
| 5.  | 〈나에게로 떠나는 여행〉 | 한경혜 | 고석영    | 고석영         | 3:28      |
| 6.  | 〈Funny Rock〉           | 임선아 | 윤우현    | 고석영         | 3:38      |
| 7.  | 〈내가 아니죠...〉       | 이재경 | 이상준    | 고석영         | 4:53      |
| 8.  | 〈가시〉                 | 임선아 | 윤우현    | 고석영, 버즈   | 4:01      |
| 9.  | 〈비망록 (스물의 노래)〉 | 한경혜 | 고석영    | 고석영         | 4:00      |
| 10. | 〈Tomorrow〉             | 임선아 | 손성희    | 고석영, 버즈   | 3:59      |
| 11. | 〈일기〉                 | 서동성 | 이상준    | 고석영         | 3:59      |